# 土門周平
土門 周平（どもん しゅうへい、1920年11月18日 - 2017年）は、日本の軍事史研究家、作家。本名・近藤新治。妻は作家の近藤富枝。

## 生涯
東京出身。東京府立第四中学校を経て、陸軍士官学校（第55期、機甲科）卒業。騎兵第29連隊、戦車第28連隊中隊長等の部隊勤務をへて終戦。
戦後、さまざまな職業を経て警察予備隊に入隊し陸上自衛隊勤務、富士学校教官などを経て防衛研究所戦史編纂官に就く。退官後も防衛研究所、自衛隊幹部学校で軍事戦略思想史、戦争指導史を講義。国際軍事史学会日本事務局担当を経て、日本軍事史学会副会長、戦略研究学会会長。
勤務のかたわら執筆した時代小説でサンデー毎日大衆文藝賞佳作。1978年、共同執筆した記事「第三次世界大戦」で文藝春秋読者賞受賞。

## 親族
娘の近藤陽子は、講談社の編集者から「王朝継ぎ紙研究会」に参加して講師をつとめる。息子は著書「アップル操縦法入門」を執筆するなどAppleの日本での勃興時にかかわった近藤龍太郎。
Appleを初期に扱う代理店であったESD社の社長の水島敏雄は、近藤富枝の弟で、義理の弟にあたる。作家の森まゆみは妻の姪。

## 著書
- 『最後の帝国軍人 かかる指揮官ありき』講談社 1982、講談社文庫 1985
- 『日本国家分断』中央公論社 C★NOVELS 1984 新書判
- 『企業内参謀学』講談社 1987
- 『参謀の戦争』講談社 1987
  - 『参謀の戦争 なぜ太平洋戦争は起きたのか』 PHP文庫 1999
- 『指導者（リーダー）の研究』講談社文庫 1988
- 『勝者と敗者の判断 戦国武将にみる興亡の岐路』学陽書房 1989　
  - 『戦史に学ぶ「勝敗の原則」 戦略・戦術・指揮官の三つの視点で分析する』PHP文庫 2003
  - 『勝つ武将 負ける武将』中経出版 新人物文庫 2013
- 『戦う天皇』講談社 1989
  - 『天皇と太平洋戦争 開戦の真相から終戦の決意まで』PHP文庫 2003
- 『勝敗の本質 戦史には勝利の定理が存在する』プレジデント社 1994
- 『智謀の人秋山真之』総合法令出版 1995
- 『戦車と将軍 陸軍兵器テクノロジーの中枢』光人社 1996
  - 『日本戦車開発物語 陸軍兵器テクノロジーの戦い』光人社NF文庫 2003
- 『陸軍大将・今村均』PHP研究所 2003
- 『戦争を仕掛けた国、仕掛けられた国』光人社 2004
- 『インパール作戦 日本陸軍・最後の大決戦』PHP研究所 2005

### 共著
- 『人物・戦車隊物語 鋼鉄のエース列伝』市ノ瀬忠国共著 光人社 1982　
  - 『激闘戦車戦 鋼鉄のエース列伝』入江忠国共著 光人社NF文庫 1999
- 『近代日本戦争史 第4編 大東亜戦争』近藤新治編 同台経済懇話会、紀伊国屋書店 1995
- 『本土決戦 幻の防衛作戦と米軍進攻計画』共著　光人社NF文庫　2001、新版2015

### 翻訳
- ゴードン・W・プランゲ『真珠湾は眠っていたか』全3巻 高橋久志共訳 講談社 1986‐87

## 参考
- 『勝つ武将　負ける武将』新人物文庫
- 『文藝年鑑』2008